# Arthur's Seat

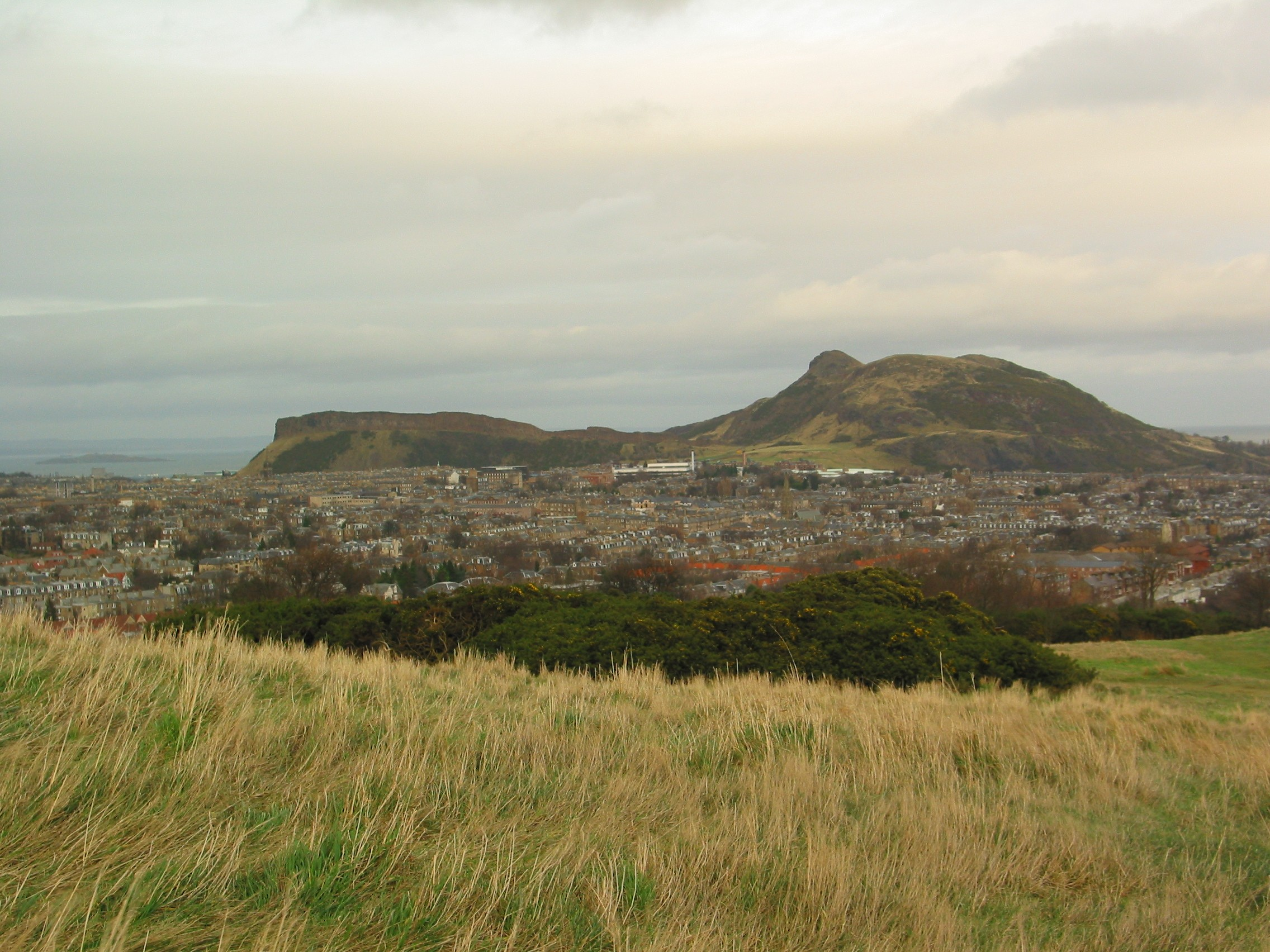
O Assento de Arthur, Edimburgo

Arthur's Seat (O Assento de Artur) é o maior pico do grupo de colinas que dominam a paisagem de Edimburgo, Escócia, Reino Unido. A elevação de origem vulcânica  de 251 metros é um dos símbolos da cidade, visto que se localiza a pouco mais de um quilômetro do Castelo de Edimburgo.
Entre as teorias para a origem do nome, está a que o monte estaria ligado a lenda do Rei Artur.